# Кам'янка (притока Дністра)
Ка́м'янка (рум. Каменка) — річка в Україні (в межах Тульчинського району Вінницької області) і Молдові (Кам'янський район). Ліва притока Дністра (басейн Чорного моря).

## Опис
Довжина 50 км, площа басейну 403 км². Похил річки 4,6 м/км. Долина V-подібна, завширшки 1—3 км, завглибшки понад 70—80 м. Заплава двостороння, її пересічна ширина 40—50 м, максимальна — 200 м. Річище звивисте, є перекати. Споруджено кілька гребель.
Води Кам'янки середньої і підвищеної мінералізації гідрокарбонатного складу групи кальцію, кальцію-магнію, помірно жорсткі з підвищеною лужністю.

## Розташування
Річка бере початок на північ від села Красносілка (неподалік від смт Крижопіль). Тече переважно на південь (частково на південний захід). Українсько-молдовський кордон перетинає на південь від села Болган. Впадає до Дністра при південно-східній околиці міста Кам'янка.

## Притоки
- Зеленянка - ліва притока
- Хрустова - ліва притока
- Одея - ліва притока
- Річка без назви - ліва притока. Бере  початок у селі Яворівці. Тече переважно на південний захід і на південному сході від Вигоди впадає у Кам'янку за 38 км від її гирла. Довжина річки - 7 км, площа басейну - 27 км².

## Населені пункти
Основні населені пункти вздовж річки: Красносілка, Миролюбівка, Дмитрашківка, Кукули, Болган, Хрустова, Северинівка, місто Кам'янка.

## Галерея

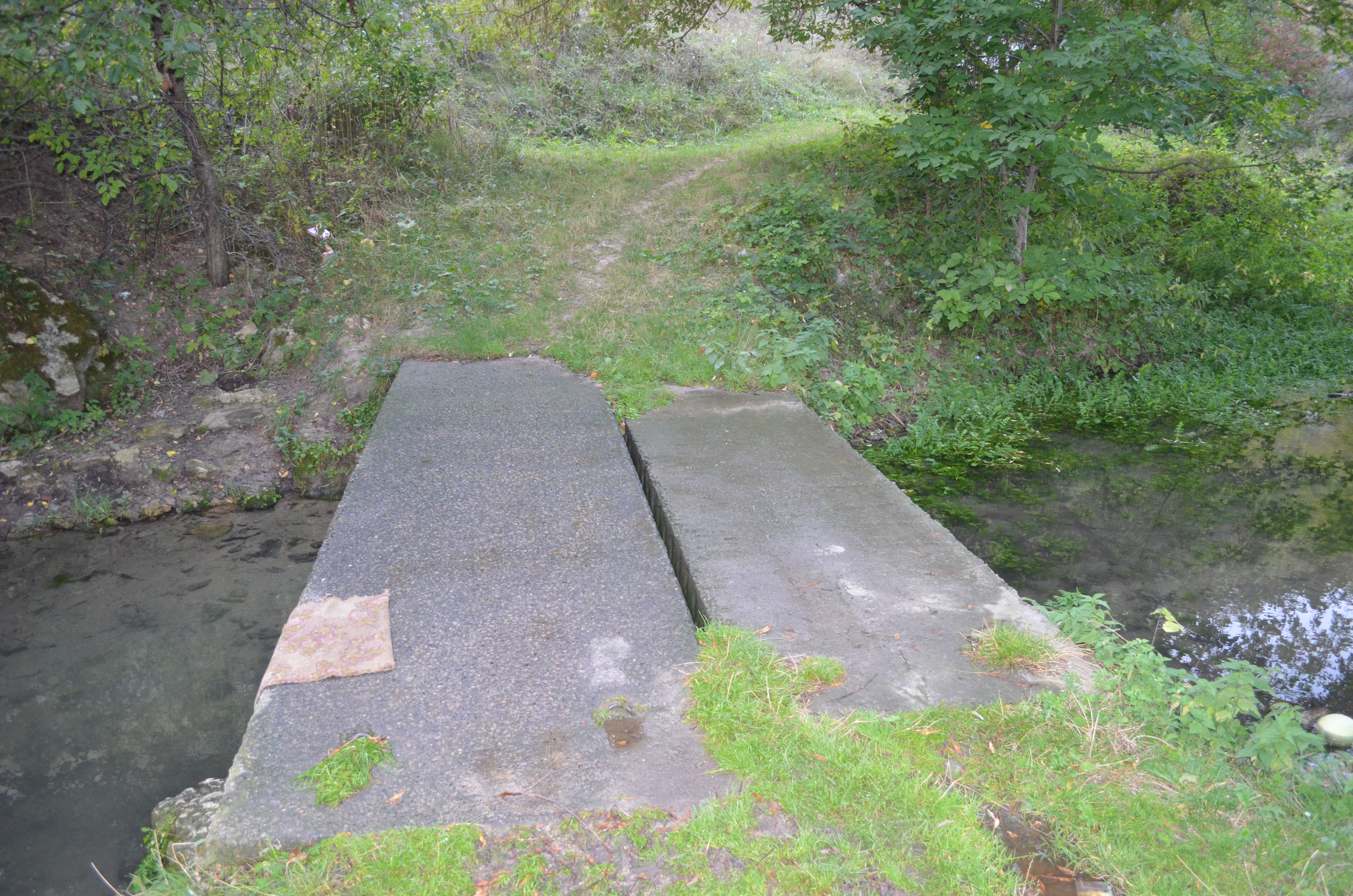
Місток у с. Миролюбівка
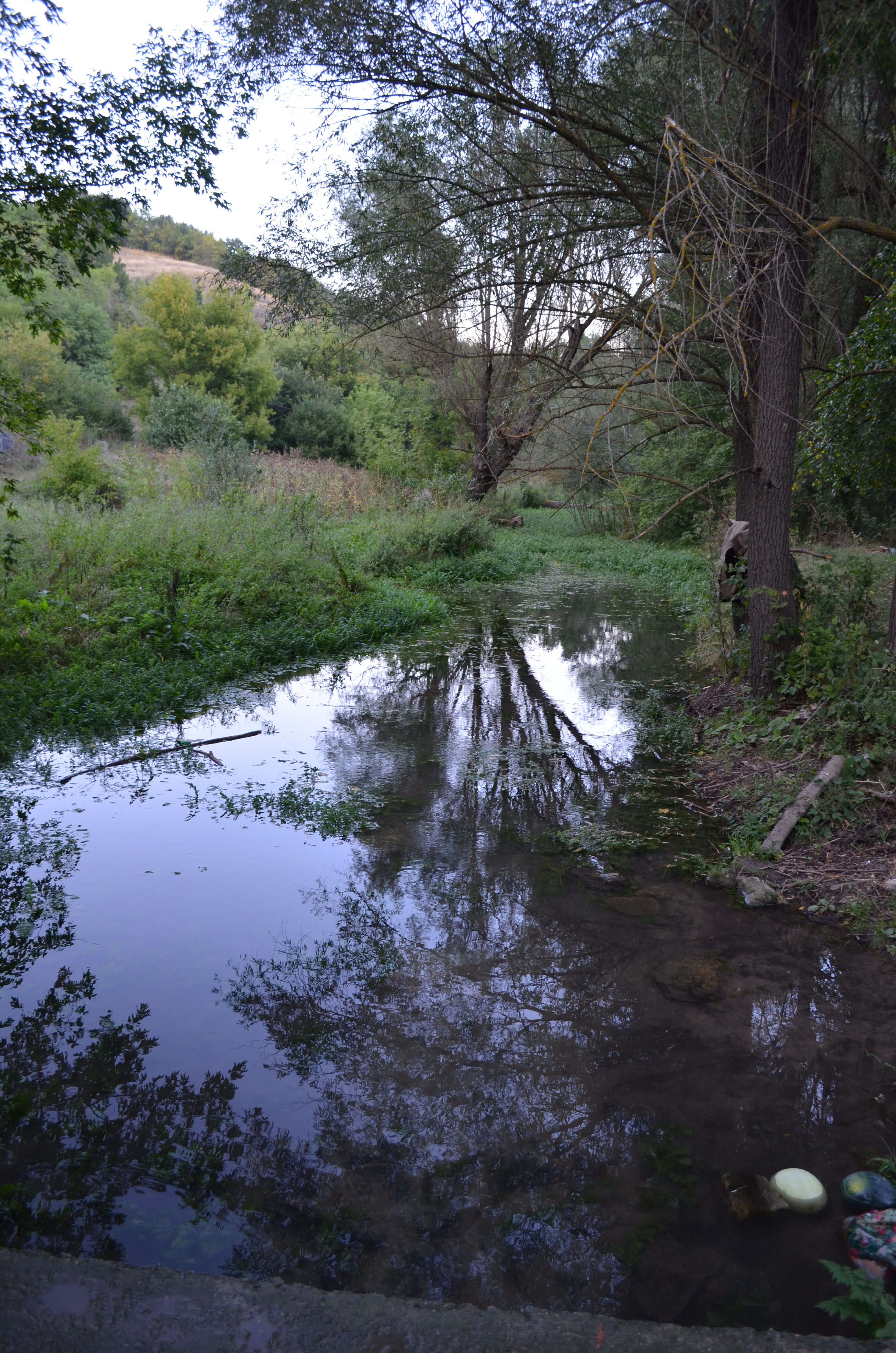
У с. Миролюбівка
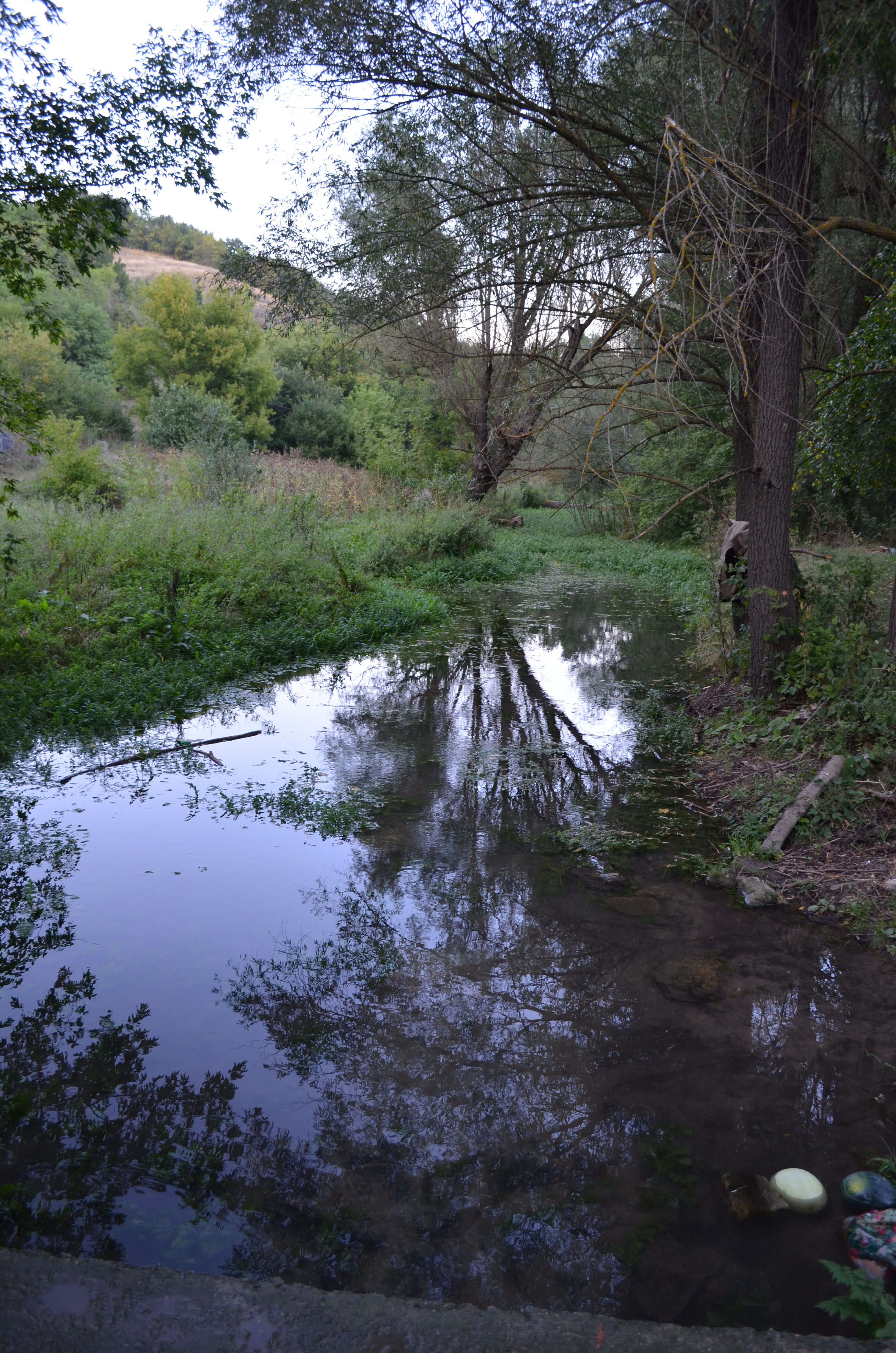
У долині річки с. Миролюбівка
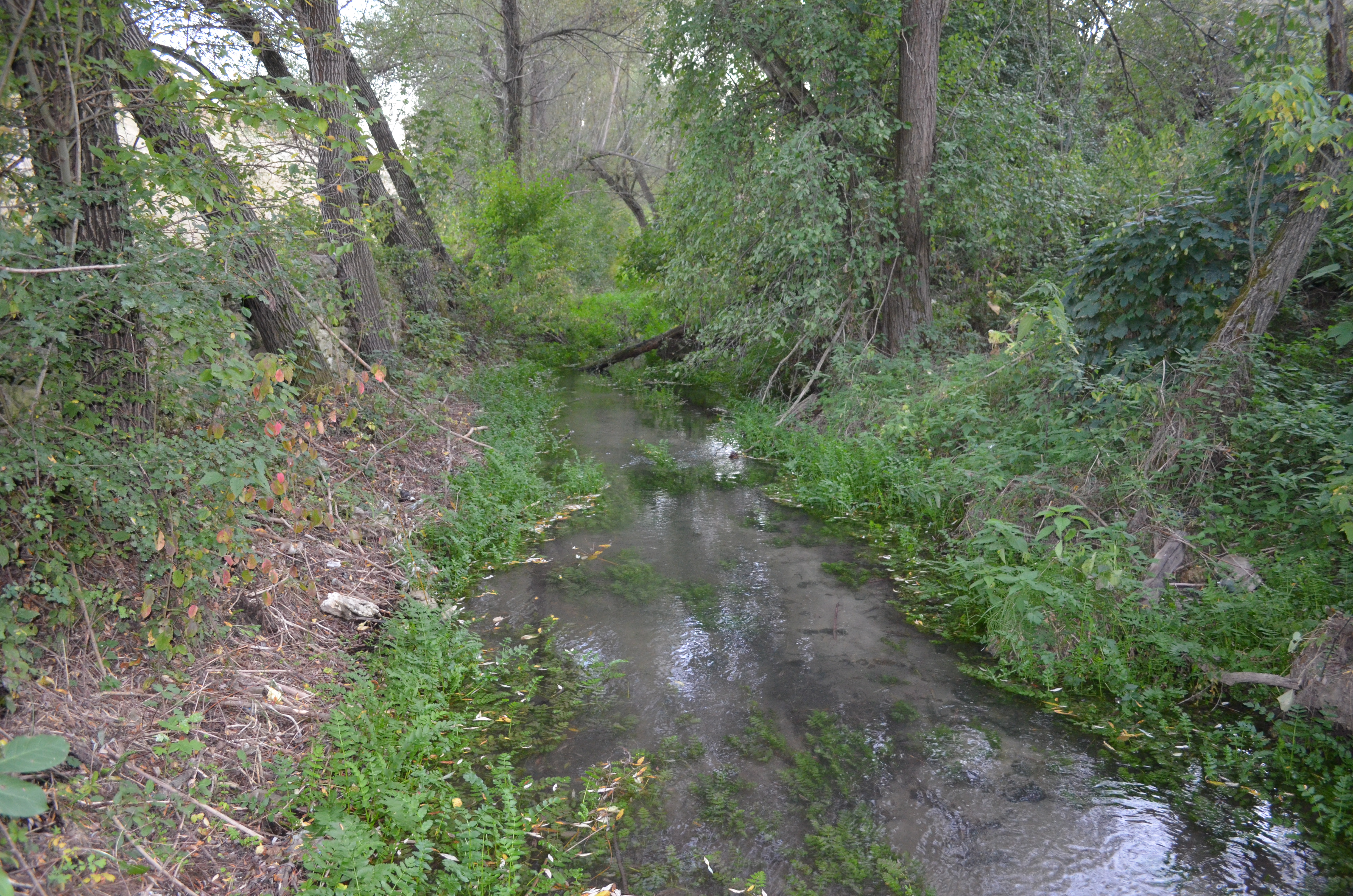
Вид на річку з містка с. Миролюбівка
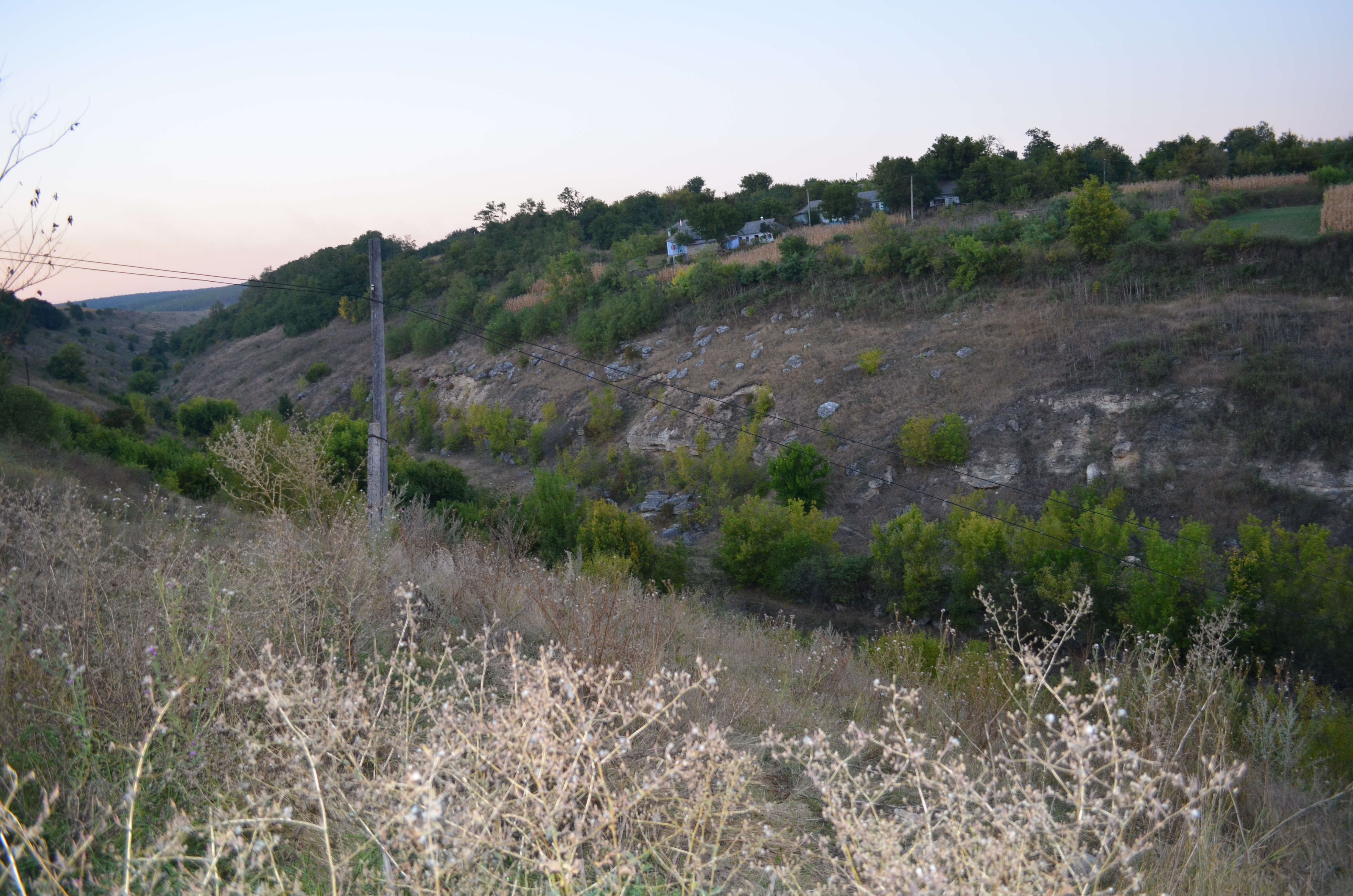
Долина річки у с. Миролюбівка
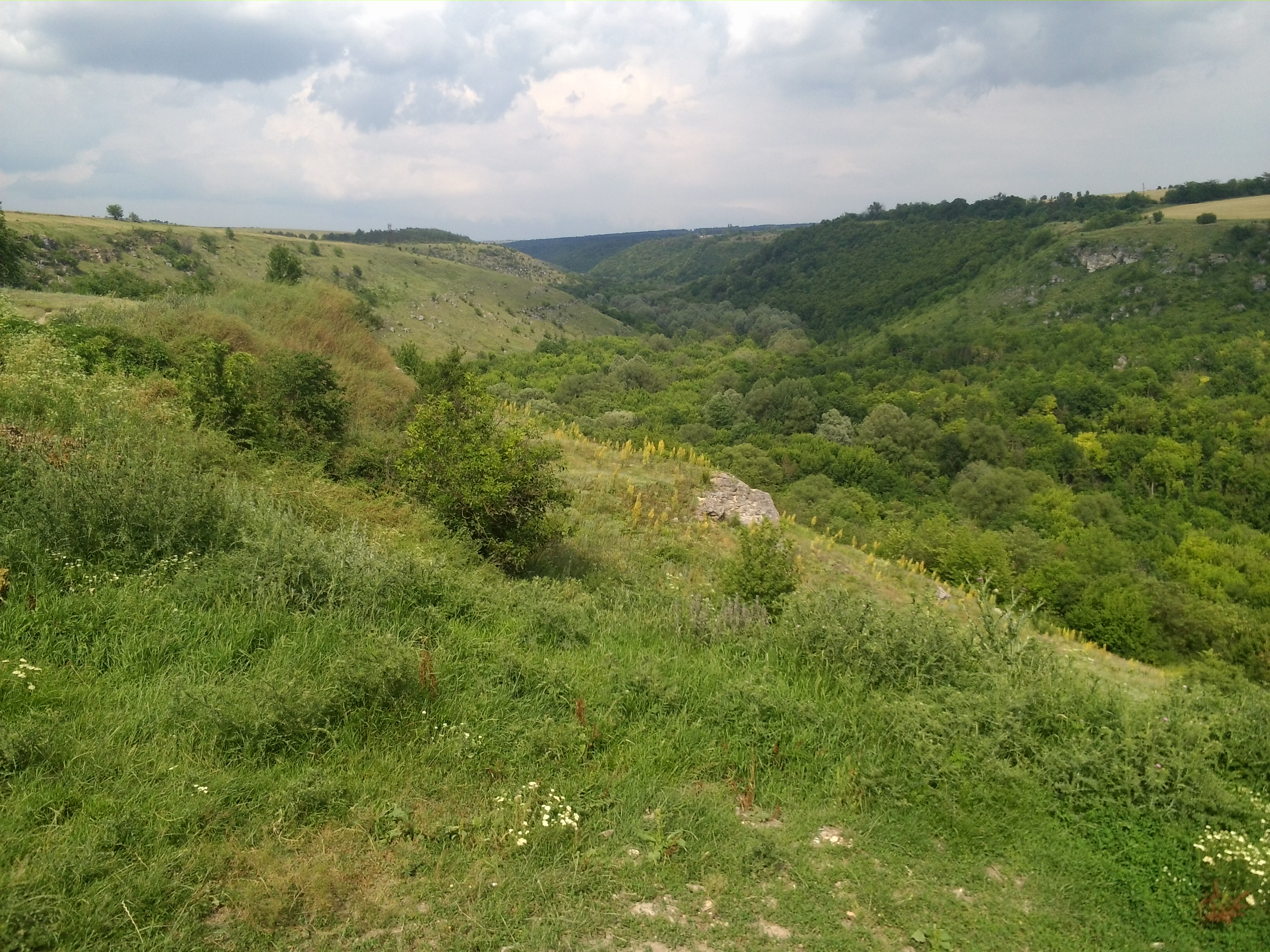
Долина річки у с. Дмитрашківка (заказник «Зачарована долина»)
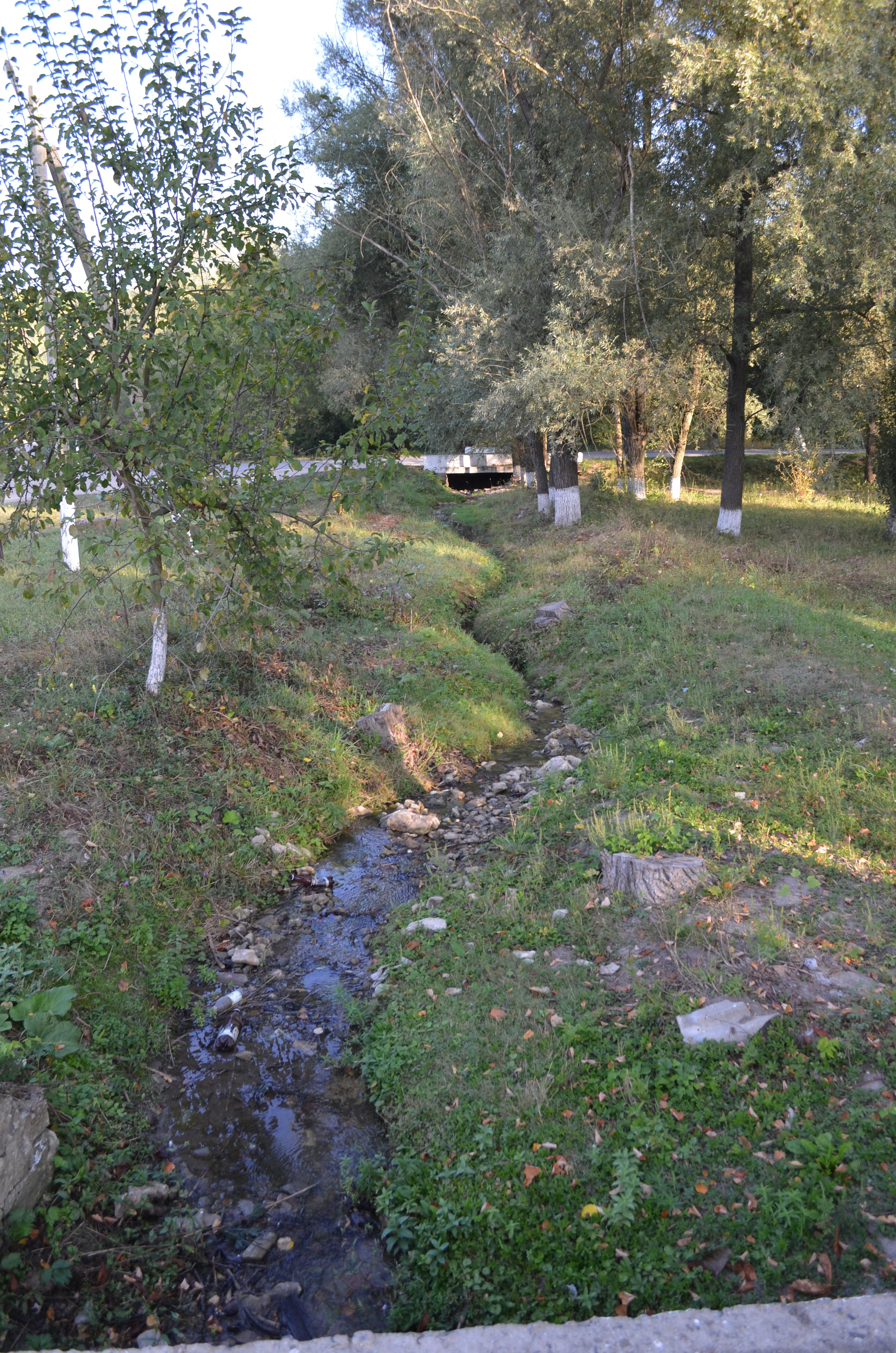
Мала притока у с. Кукули
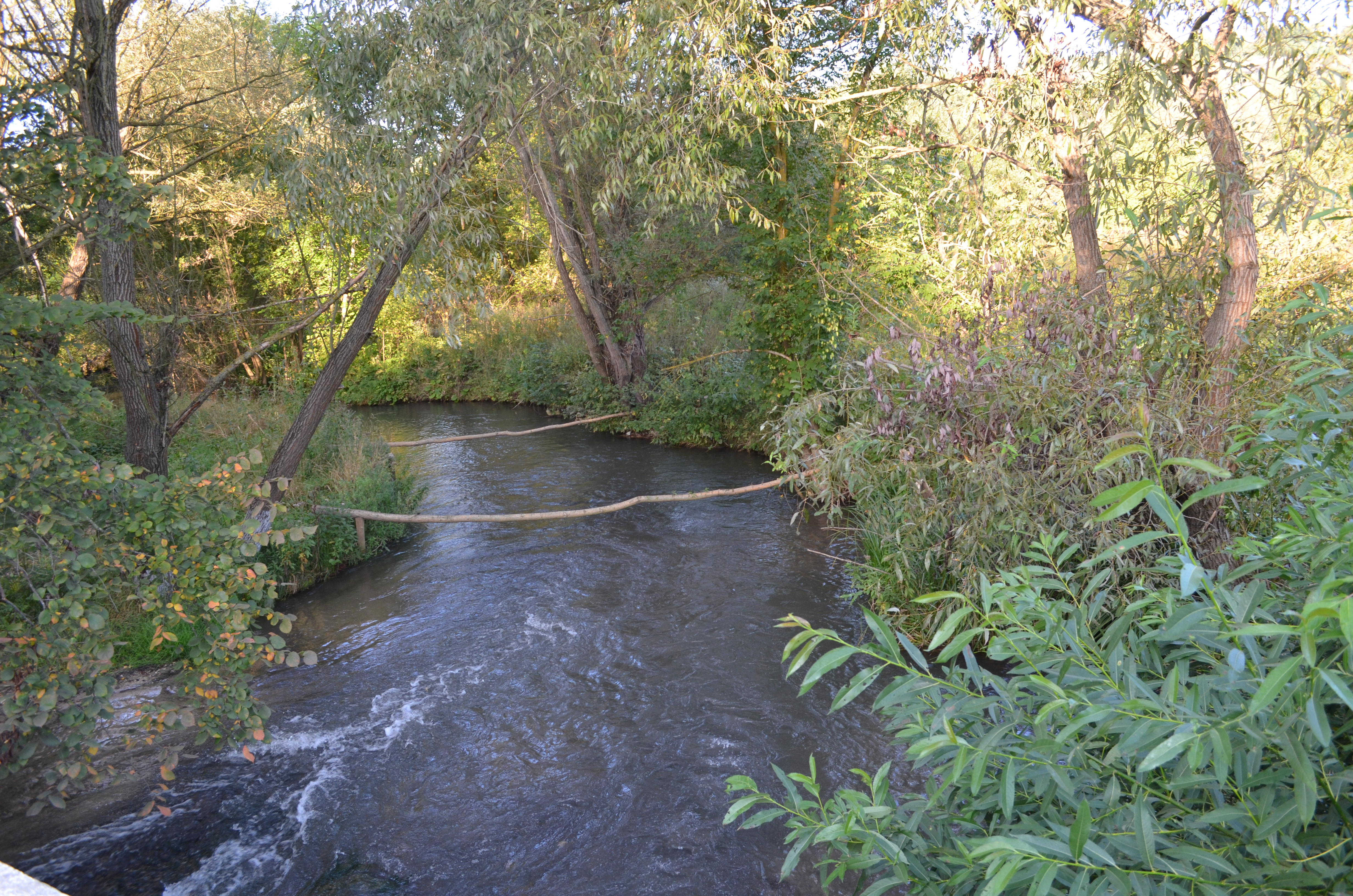
У с. Кукули
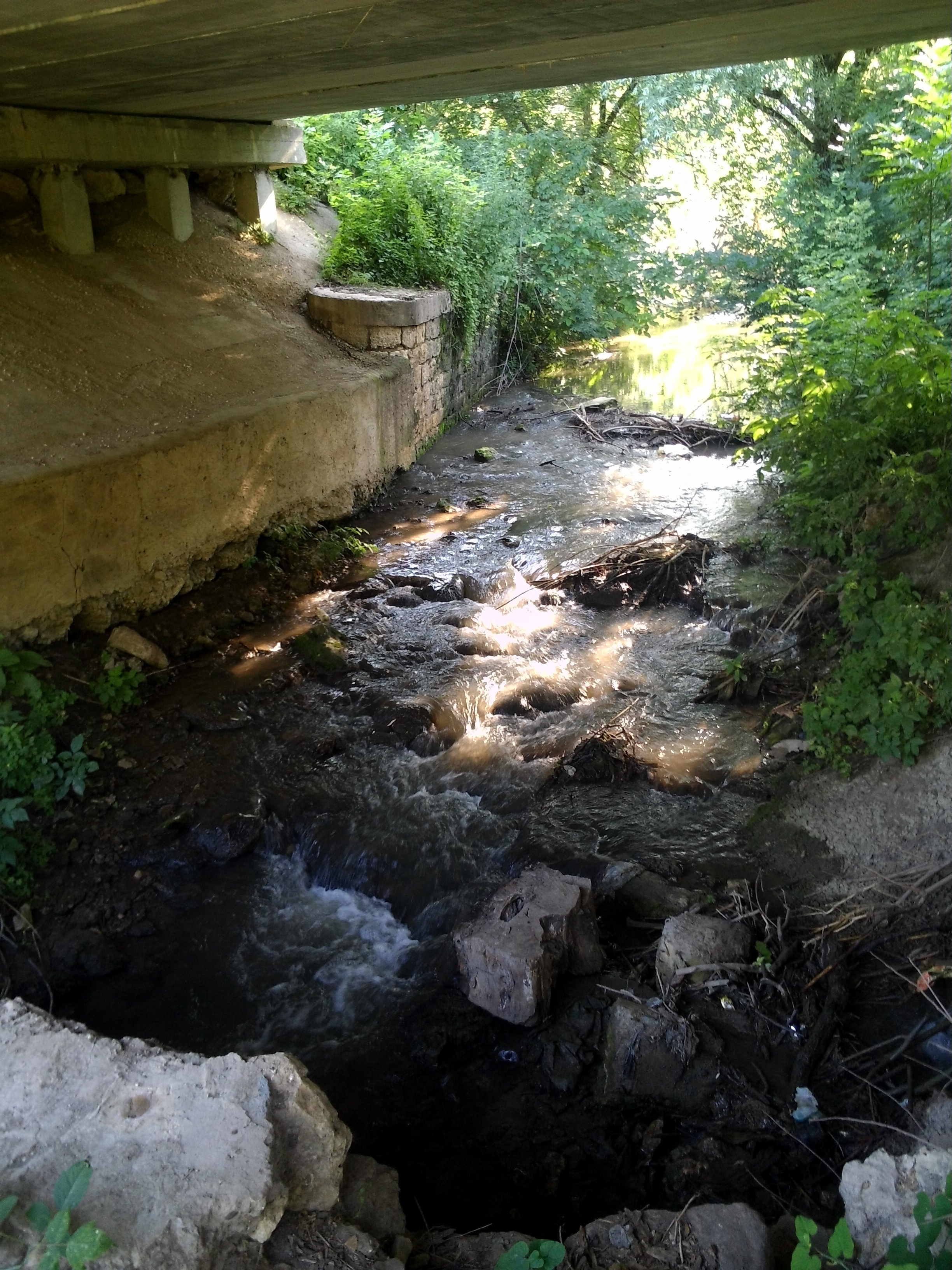
Річка під мостом у с. Хрустова
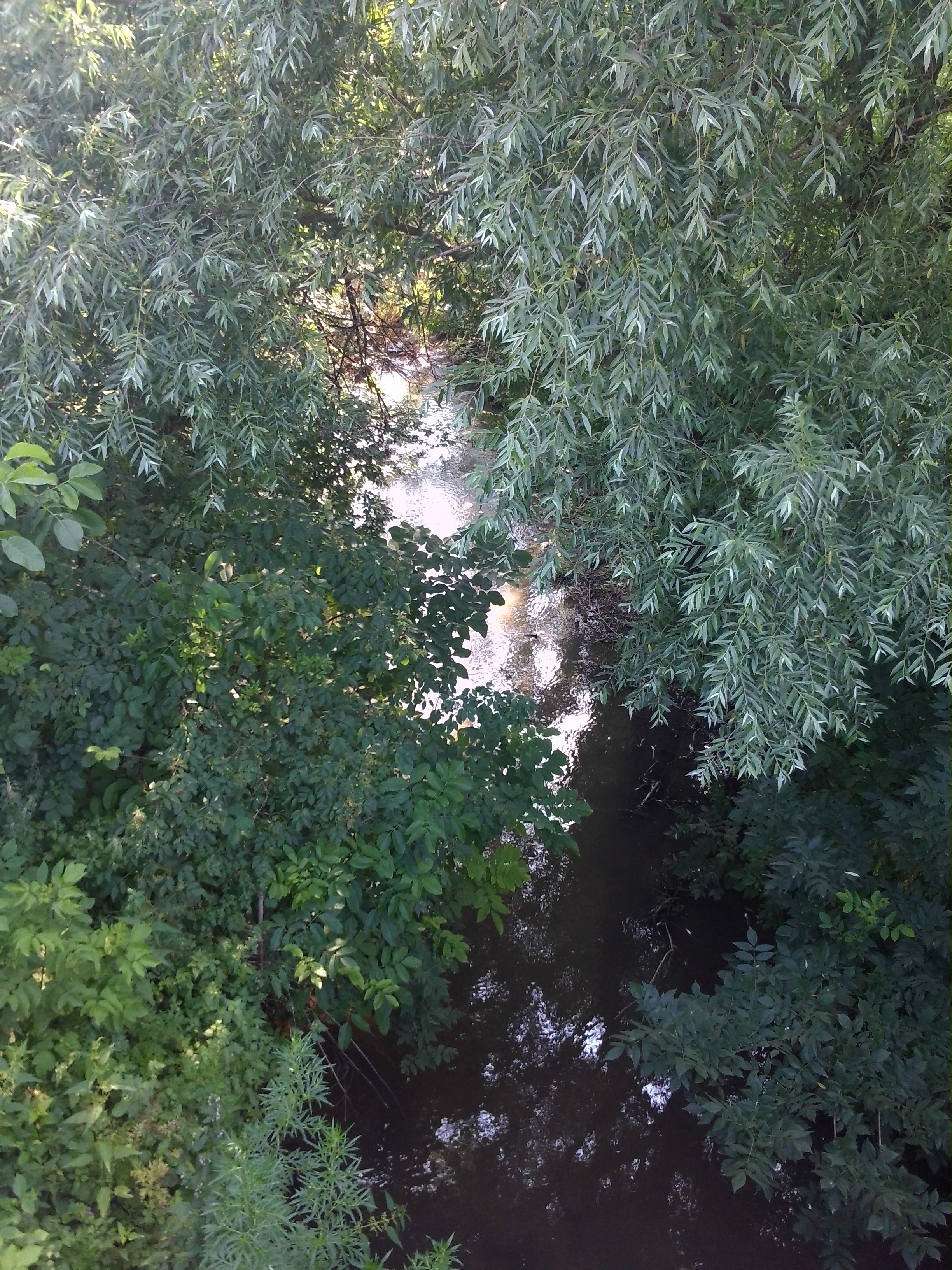
Річка у с. Хрустова
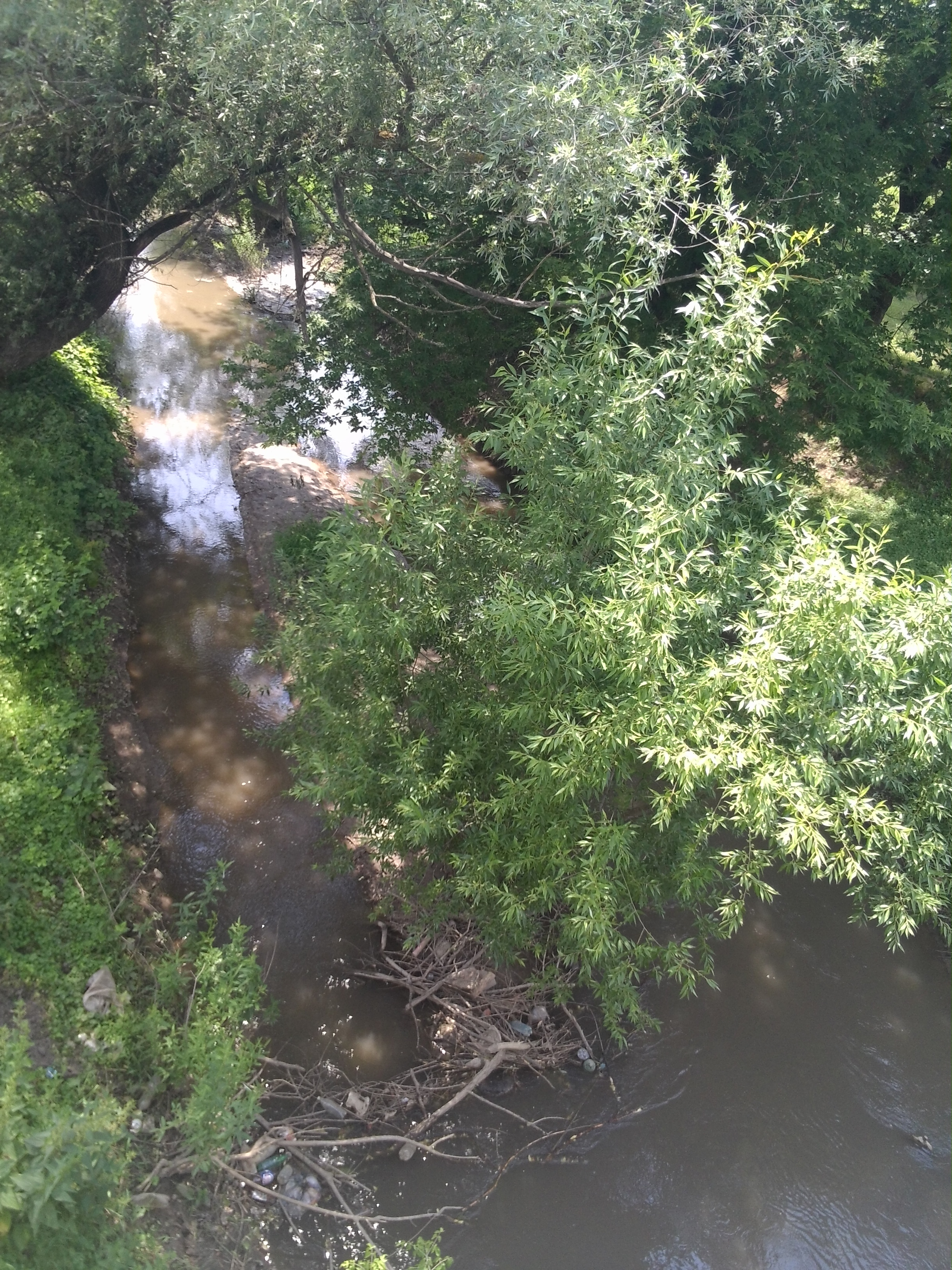
Річка у м. Кам'янка